# NGC 4934
NGC 4934 est une galaxie lenticulaire vue par la tranche et située dans la constellation de la Chevelure de Bérénice. Sa vitesse par rapport au fond diffus cosmologique est de 6 357 ± 19 km/s, ce qui correspond à une distance de Hubble de 93,8 ± 6,6 Mpc (∼306 millions d'al). NGC 4934 a été découverte par l'astronome prussien Heinrich Louis d'Arrest en 1865.
La désignation ABELL 1656:[GMP83] 1046 indiquée par la base de données NASA/IPAC signifie que cette galaxie fait partie de l'amas de la Chevelure de Bérénice (Abell 1656) et qu'elle est la 1046e de la liste de l'article publié en 1983 par J. G. Godwin, N. Metcalfe et J. V. Peach (les lettres GMP).